# Museo Arqueológico y Etnográfico Soler Blasco
El Museo Arqueológico y Etnográfico Soler Blasco, también conocido como  Museo Soler Blasco o Museo de Xàbia, es un museo arqueológico y etnográfico municipal situado en el municipio español de Jávea. Está ubicado en la casa-palacio de Antoni Banyuls, un edificio del centro histórico de la ciudad. 

## Origen
El origen del museo se remonta a 1969, cuando se creó una pequeña colección de materiales etnográficos y históricos recogidos por un grupo de jóvenes dirigida por Juan Bautista Soler Blasco y J. Celda. Pocos años después, estos materiales ocuparon una dependencia del juzgado de paz. En 1973, fueron trasladados a la capilla de Santa Ana, donde se montó una pequeña exposición. En 1975, el ayuntamiento adquirió gracias a las gestiones de Soler Blasco (entonces alcalde del municipio) la antigua casa-palacio de Antoni Banyuls (llamada así por su primer propietario y constructor, Antoni Banyuls; quien fue mayordomo de Felipe III), que acoge, desde 1977, la exposición permanente. Fue en reconocimiento al primer director y principal promotor, Juan Bautista Soler Blasco, que la corporación bautizó con su nombre este museo. Desde 1985 esta institución cuenta con un arqueólogo municipal que la gestiona y asesora técnicamente. 

## El museo
Junto a las salas de exposición permanente, el museo dispone de otros servicios: biblioteca (con casi cuatro mil volúmenes), almacenes de arqueología y etnografía y un pequeño laboratorio de restauración. Además, desde el museo se realizan excavaciones arqueológicas que afectan al ámbito del término municipal, y otras tareas de prospección, catalogación y protección del patrimonio histórico y etnográfico de Jávea, que son divulgadas mediante exposiciones temporales y para la revista Xàbiga, editada por el museo.
El verano del año 2008, el museo fue ampliado con un nuevo edificio que mejoró las instalaciones museísticas y permitió que añadir dos nuevas salas de exposición y una sala de conferencias. La primera planta muestra una selección de la obra legada por el pintor Juan Bautista Segarra Llamas (Jávea, 1916 - 1994) con 32 obras expuestas, realizadas en diversas técnicas (óleo, carbón, grafito, sanguina y acuarela), así como una recopilación de objetos personales del artista. La planta superior está dedicada a la arqueología submarina, con una colección de piezas procedentes del litoral del municipio. Destaca el conjunto de veintidós cuatro ánforas de diferentes tipos y con unas dataciones que van del siglo VII a. C. hasta el siglo VII. También se exponen numerosos objetos cerámicos y metálicos que muestran y explican los contactos y las relaciones de la población durante los últimos dos mil quinientos años, así como una gran ancla de plomo de época romana -ahora restituida- que fue recuperada en las aguas del cabo de San Martín y la cala Sardinera. En 2016 fue visitado por más de 23000 personas.